# Albert Parker (3e comte de Morley)
Albert Edmund Parker (11 juin 1843 – 26 février 1905), 3e comte de Morley, est un pair anglais, membre du Parti libéral puis du Parti libéral unioniste. Il fait notamment partie du gouvernement de William Ewart Gladstone.

## Biographie
Albert Edmund Parker est le seul fils d'Edmund Parker (2e comte de Morley) (1810-1864), et de son épouse Harriet Sophia Parker. Il étudie à Eton et au Balliol College de l'université d'Oxford, d'où il sort diplômé en 1865.
Ayant succédé à son père comme comte en 1864, Albert Parker siège à la Chambre des lords dans les rangs du Parti libéral. Il sert à deux reprises au gouvernement sous Gladstone : comme sous-secrétaire d'État à la guerre de 1880 à 1885, puis comme premier commissaire aux travaux publics pendant quelques mois en 1886. Il s'oppose à Gladstone sur la question de l'autonomie irlandaise et rejoint les rangs des libéraux unionistes.

## Mariage et descendance
Albert Parker se marie en 1876 avec Margaret Holford, la fille du député Robert Stayner Holford (en). Ils ont trois fils et une fille :
- Edmund Robert Parker (19 avril 1877 – 10 octobre 1951), 4e comte de Morley ;
- Montagu Brownlow Parker (13 octobre 1878 – 28 avril 1962), 5e comte de Morley ;
- Mary Theresa Parker (13 décembre 1881 – 2 novembre 1932) ;
- John Holford Parker (22 juin 1886 – 27 février 1955), père de John Parker, 6e comte de Morley.